# Мерфи, Таккер
Таккер Мерфи (англ. Tucker Murphy; род. 21 октября 1981, Даллас) — бермудский лыжник, участник Олимпийских игр в Ванкувере.

## Карьера
В Кубке мира Мерфи никогда не выступал. Имеет на своем счету ряд стартов в рамках Североамериканского Кубка, Альпийского Кубка и Славянского Кубка, лучший его результат в этих гонках 43-е место в спринте в рамках Североамериканского Кубка.
На Олимпийских играх 2010 года в Ванкувере был единственным представителем Бермудских островов на играх, и занял 88-е место в гонке на 15 км свободным стилем.
За свою карьеру участия в чемпионатах мира не принимал.
Участвовал и был знаменосцем своей сборной на зимних Олимпийских играх 2014.